# 马尔科·巴尔迪内蒂
马尔科·巴尔迪内蒂（義大利語：Marco Baldineti，1960年7月6日—），意大利前男子水球运动员。他曾代表意大利国家队参加1984年夏季奥林匹克运动会水球比赛，结果获得第七名。